# Randomização mendeliana
Em epidemiologia, randomização Mendeliana  é um método que utiliza variação medida em genes de função conhecida para examinar o efeito causal de uma exposição modificável a doença em estudos não experimentais. Esse desenho foi descrito pela primeira vez por Gray e Wheatley (1991) como um método para a obtenção de estimativas imparciais dos efeitos de uma variável putativa causal sem a realização de um ensaio clínico randomizado tradicional. Esses autores também cunharam o termo randomização Mendeliana. O design tem um controle poderoso para retrocausalidade e confundidores que, de outra forma atrapalham estudos epidemiológicos.

## Contexto: o problema das descobertas espúrias em epidemiologia observacional
Um importante foco da epidemiologia observacional é a identificação de causas modificáveis de doenças comuns que são um interesse da saúde pública. Para se ter evidências concretas de que uma intervenção em saúde pública terá o efeito benéfico desejado, a associação observada entre um determinado fator de risco e a doença deve implicar que o fator de risco de fato cause a doença.
Sucessos bem conhecidos incluem nexos causais identificados entre o tabagismo e o câncer de pulmão, e entre pressão arterial e acidente vascular cerebral. No entanto, houve também fracassos notáveis quando determinadas exposições foram posteriormente demonstradas por ensaios clínicos randomizados (ECRs) como não-causais. Por exemplo, já foi demonstrado que a terapia de reposição hormonal não irá prevenir a doença cardiovascular, como se pensava anteriormente, e pode ter outros efeitos adversos para a saúde (Rossouw et al. 2002). A razão para tais falsos resultados observacionais em epidemiologia é mais provável que a confusão sociais, comportamentais ou fisiológicos, fatores que são difíceis de controlar e, particularmente, difícil de medir com precisão. Além disso, muitas conclusões não podem ser replicadas por RCTs por razões éticas.

## A abordagem da randomização Mendeliana
"A genética está de fato em uma condição peculiarmente favorecida em que a Providência tem blindado o geneticista de muitas das dificuldades de uma forma de comparação confiável e controladao. Os diferentes genótipos possíveis a partir de um mesmo cruzamento foram muito bem randomizados pelo processo meiótico. Um controle das condições mais perfeito do que o de diferentes genótipos que aparecem na mesma progênie dificilmente é possível." --R. A. Fisher
A randomização mendeliana é um método que permite testar ou, em certos casos, estimar um efeito causal a partir de dados observacionais na presença de fatores de confusão.Utiliza poliformismos genéticos comuns com efeitos bem compreendidos nos padrões de exposição (por exemplo, propensão ao uso de álcool) ou efeitos que imitam aqueles produzidos por exposições modificáveis (por exemplo, colesterol elevado no sangue (Katan 1986). É importante que o genótipo afete somente afete o status da doença indiretamente através de seu efeito na exposição de interesse.[carece de fontes?]
meiose, se assumirmos que a escolha do companheiro não está associada ao genótipo (panmixia), então a distribuição do genótipo na população não deve estar relacionada aos fatores de confusão que habitualmente se observam em estudos epidemiológicos observacionais. Nesse sentido, a randomização Mendeliana pode ser considerado como um ensaio clínico controlado "natural". Como o polimorfismo é o instrumento, a randomização mendeliana é dependente de estudos de associação genética que tenham proporcionado bons genes candidatos para resposta à exposição ao risco. Como o polimorfismo é a ferramenta, a randomização mendeliana dependente de os estudos de associação genética tenham escolhido bons genes candidatos para resposta à exposição ao risco.
De de um ponto de vista estatístico, MR é uma aplicação da técnica de variáveis instrumentais (Thomas & Conti, 2004, Didelez & Sheehan 2007), com o genótipo atuando como um instrumento para a exposição de interesse.
A randomização Mendeliana é baseada em um série de suposições. Estas incluem que não há uma relação direta entre o instrumento e a variável dependente, e que não há caminhos diretos entre o instrumento e quaisquer potenciais fatores de confusão. Além dos efeitos diretos do instrumento sobre a doença induzindo o analista ao erro, conclusões enganosas também podem surgir na presença de desequilíbrio de linkage com variantes diretamente causais não-mensuradas, heterogeneidade genética, pleiotropia (freqüentemente detectada como correlação genética) ou estratificação populacional (Davey Smith & Ebrahim 2003).

## References
1. ↑  doi:10.1177/1745691610383505 Em falta ou vazio |título= (ajuda)
2. ↑  6

- G. Davey Smith and S. Ebrahim (2003) Mendelian randomization: can genetic epidemiology contribute to understanding environmental determinants of disease? International Journal of Epidemiology 32: 1-22.doi:10.1093/ije/dyg070
- G. Davey Smith, S. Ebrahim, S. Lewis, A.L.Hansell, L.J. Palmer and P.R. Burton (2005)  Genetic epidemiology and public health: hope, hype, and future prospects. Lancet 366: 1484-1498.doi:10.1016/S0140-6736(05)67601-5
- G. Davey Smith and S. Ebrahim (2005) What can Mendelian randomisation tell us about modifiable behavioural and environmental exposures? BMJ 330: 1076-1079.doi:10.1136/bmj.330.7499.1076
- V. Didelez and N. Sheehan (2007) Mendelian randomization as an instrumental variable approach to causal inference. Statistical Methods in Medical Research 16:309-330 doi:10.1177/0962280206077743
- M.B. Katan (1986) Apolipoprotein E isoforms, serum cholesterol and cancer. Lancet, 327:507-508.
- R. Gray and K. Wheatley. (1991). How to avoid bias when comparing bone marrow transplantation with chemotherapy. Bone Marrow Transplant, 7 Suppl 3, 9-12
- J.E. Rossouw et al. (2002) Risks and benefits of estrogen plus progestin in healthy post-menopausal women: principal results from the Women’s Health Initiative randomized controlled trial. JAMA 288: 321-333.
- D.C. Thomas and D.V. Conti (2004) Commentary: The concept of Mendelian randomization. International Journal of Epidemiology 32: 21-25 doi:10.1093/ije/dyh048